# Hockey sobre hierba en los Juegos Olímpicos de la Juventud
El Hockey sobre césped es uno de los deportes disputados en los Juegos Olímpicos de la Juventud. Este deporte cuenta con dos eventos: uno para selecciones masculinas y otro para femeninas. Ambos torneos se juegan desde su edición inaugural en 2010. El torneo es organizado por Federación Internacional de Hockey (FIH) y el Comité Olímpico Internacional (COI).

## Historia
Tras la aprobación de unos Juegos Olímpicos de la Juventud, se decidió incluir al hockey sobre césped como una disciplina participante en su primera edición en 2010, en Singapur.
En su primera edición, se utilizó el común sistema de juego, con la modificación de que en el tiempo suplementario, habría gol de oro, además de que la selecciones sería con jugadores/as menores de 18 años de edad. Los campeones fueron Australia y Países Bajos, que se quedaron con la medalla dorada en los torneos masculino y femenino, respectivamente.
Desde 2014, se utiliza el sistema de Hockey 5, en el cual las medidas de la cancha son menores y tan solo hay cinco jugadores en el campo de juego.

## Torneo masculino
Resultados
| Año          | Sede                    |           | Medalla de oro | Final Resultado | Medalla de plata |     | Medalla de bronce | Resultado | Cuarto lugar |
| 2010 Detalle | Singapur                | Australia | 2:1            | Pakistán        | Bélgica          | 4:1 | Ghana             |           |              |
| 2014 Detalle | Nanjing, China          | Australia | 3:3 (3-2)      | Canadá          | España           | 7:4 | Sudáfrica         |           |              |
| 2018 Detalle | Buenos Aires, Argentina | Malasia   | 4:2            | India           | Argentina        | 4:0 | Zambia            |           |              |

Medallero
| Núm. | País      | Oro | Plata | Bronce | Total |
| ---- | --------- | --- | ----- | ------ | ----- |
| 1    | Australia | 2   | 0     | 0      | 2     |
| 2    | Malasia   | 1   | 0     | 0      | 1     |
| 3    | Pakistán  | 0   | 1     | 0      | 1     |
| 3    | Canadá    | 0   | 1     | 0      | 1     |
| 3    | India     | 0   | 1     | 0      | 1     |
| 4    | Bélgica   | 0   | 0     | 1      | 1     |
| 4    | España    | 0   | 0     | 1      | 1     |
| 4    | Argentina | 0   | 0     | 1      | 1     |

## Torneo femenino
Resultados
| Año          | Sede                    |              | Medalla de oro | Final Resultado | Medalla de plata |     | Medalla de bronce | Resultado | Cuarto lugar |
| 2010 Detalle | Singapur                | Países Bajos | 2:1 (pr.)      | Argentina       | Nueva Zelanda    | 5:4 | Corea del Sur     |           |              |
| 2014 Detalle | Nanjing, China          | China        | 5:5 (3-2)      | Países Bajos    | Argentina        | 5:2 | Japón             |           |              |
| 2018 Detalle | Buenos Aires, Argentina | Argentina    | 3:1            | India           | China            | 6:0 | Sudáfrica         |           |              |

Medallero
| Núm. | País          | Oro | Plata | Bronce | Total |
| ---- | ------------- | --- | ----- | ------ | ----- |
| 1    | Argentina     | 1   | 1     | 1      | 3     |
| 2    | Países Bajos  | 1   | 1     | 0      | 2     |
| 3    | China         | 1   | 0     | 1      | 2     |
| 4    | India         | 0   | 1     | 0      | 1     |
| 5    | Nueva Zelanda | 0   | 0     | 1      | 1     |

- Datos: Q14916121